# Александровка (Богодуховский район)
Алекса́ндровка (укр. Олекса́ндрівка) — село в Богодуховском районе Харьковской области Украины. Является административным центром и единственным населённым пунктом Александровского сельского совета.
Код КОАТУУ — 6320880501. Население по переписи 2001 года составляет 540 (244/296 м/ж) человек.

## Географическое положение
Село Александровка находится в месте слияния рек Мокрый Мерчик и Сухой Мерчик в реку Мерчик. На реке Мокрый Мерчик большое водохранилище.
К селу примыкают урочища Чапаевское и Шевченковка. На северо-западе к селу примыкает большой лесной массив. На юго-востоке — сады.
Рядом проходит автомобильная дорога Р-22.

## История
- 1700 — дата основания.

## Экономика
- В селе есть молочно-товарная и птице-товарная фермы.

## Культура
- Александровская общеобразовательная школа I—II ступеней.

## Достопримечательности
- Братская могила советских воинов. Похоронены 142 воина.
- Памятник воинам-односельчанам. 1941—1945 гг.

## Известные люди
- Душкин Алексей Николаевич (1903—1977) — архитектор, родился 24 декабря 1903 года в селе Александровка.

## Религия
- Свято-Александро-Невский храм